# Sarnówek (województwo kujawsko-pomorskie)
Sarnówek – osada leśna w Polsce położona w województwie kujawsko-pomorskim, w powiecie tucholskim, w gminie Cekcyn.
W latach 1975–1998 miejscowość należała administracyjnie do województwa bydgoskiego.